# Казалино (Новара)
Казалино (итал. Casalino) је насеље у Италији у округу Новара, региону Пијемонт.
Према процени из 2011. у насељу је живело 404 становника. Насеље се налази на надморској висини од 134 м.

## Становништво
| 1936. | 1951. | 1961. | 1971. | 1981. | 1991. | 2001. | 2011. |
| ----- | ----- | ----- | ----- | ----- | ----- | ----- | ----- |
| 3.319 | 3.142 | 2.749 | 1.888 | 1.522 | 1.504 | 1.456 | 1.555 |